# Poecilasthena polycymaria
Poecilasthena polycymaria är en fjärilsart som beskrevs av George Francis Hampson 1903. Poecilasthena polycymaria ingår i släktet Poecilasthena och familjen mätare. Inga underarter finns listade i Catalogue of Life.